# 岸本哲也
岸本 哲也（きしもと てつや、1971年9月29日 - ）は、フリーアナウンサー、タレント、通訳、司会者。

## 来歴
米国ハワイ州・シーバリーホール（Seabury Hall）高校卒業。
米国フロリダ州・エンブリーリドル航空大学に在籍し、米連邦航空局・陸上単発機操縦ライセンス取得。
フランス・ニース大学に短期留学経験があり、関西学院大学社会学部を卒業。
1997年4月、長崎文化放送にアナウンサーとして入社。ディレクターも兼務した。
退社後、九州朝日放送『アサデス。KBC』で半年ほどコーナー担当を経て、2005年春頃からフジテレビ『とくダネ!』でリポーターを務めている。

## 受賞歴
- 第41回ギャラクシー賞受賞
- 第1回ANNアナウンサー賞優秀賞（原稿のないもの部門）受賞
- 第10回ANNプログレス賞最優秀賞（ANN系列24社年間最優秀自社制作番組）
- ANNテレメンタリー2003優秀賞2本

## 担当番組
現在
- あさチャン!

過去
- アサデス。九州・山口（九州朝日放送） - 長崎から中継リポート
- アサデス。KBC（九州朝日放送、- 2005年3月） - 芸能コーナー担当
- 情報プレゼンター とくダネ!（フジテレビ、2005年4月 -　2021年3月 ） - リポーター